# Krzysztof Podlodowski
Krzysztof Podlodowski herbu Janina – podstarości sandomierski w 1599 roku, pisarz grodzki sandomierski w 1587 roku.
W czasie elekcji 1587 roku głosował na Zygmunta Wazę.
Miał synów Samuela i Stanisława.